# François-Marie-Benjamin Richard
François-Marie-Benjamin Richard, marchese de la Vergne (Nantes, 1º marzo 1819 – Parigi, 28 gennaio 1908) è stato un cardinale e arcivescovo cattolico francese.

## Biografia

### Infanzia e formazione
François-Marie-Benjamin Richard nacque il 1º marzo 1819, nella città di Nantes, in Francia, da Louis Francis Richard de La Vergne e Marie-Geneviève Rosalie Poupard. Proveniva da una famiglia di piccola nobiltà che aveva il titolo di marchesi di Vandée. Suo padre era un ricco medico. Insieme a lui, i suoi genitori ebbero altri undici figli.
Egli studiò privatamente nel castello della sua famiglia accanto a Boussay, per poi studiare teologia al Seminario di Saint-Sulpice, a Parigi, a partire dall'ottobre 1841.

### Sacerdote
Venne ordinato presbitero il 21 dicembre 1844, nella chiesa di Saint-Sulpice, da Denis-Auguste Affre, arcivescovo di Parigi. Gli fu assegnato il ministero pastorale di una parrocchia facente parte della diocesi di Nantes, dove rimase dal 1845 al 1846. Lasciò la sua parrocchia per andare a Roma a compiere ulteriori studi dal 1846 al 1849. Dopo aver terminato gli studi, ritornò nella sua parrocchia e fu nominato canonico onorario del capitolo della cattedrale della diocesi di Nantes e fu nominato segretario del vescovo, incarico che tenne fino al 1850; fu poi nominato vicario generale della diocesi il 1º agosto 1850 ricoprendo la carica fino al 1869. Si dedicò ad opere popolari con le missioni diocesane.

### Vescovo ed arcivescovo
Venne eletto vescovo di Belley il 22 dicembre 1871 e la sua consacrazione episcopale ebbe luogo l'11 febbraio 1872, nella chiesa delle Dames du Sacré-Coeur a Parigi, da Joseph Hippolyte Guibert, arcivescovo di Parigi, assistito da Pierre de Langalerie, arcivescovo di Auch, e Félix Fournier, vescovo di Nantes. Venne promosso alla sede titolare di Larissa e fu poi anche nominato vescovo coauditore con diritto di successione dell'arcidiocesi di Parigi il 5 luglio 1875, mantenendo l'amministrazione apostolica di Belley. Dopo la morte dell'arcivescovo Joseph Hippolyte Guibert passò direttamente alla sede metropolitana di Parigi l'8 luglio 1887.

### Cardinalato e morte
Venne creato cardinale nel concistoro del 24 maggio 1889 da Papa Leone XIII, ricevendo la berretta rossa e il titolo presbiterale di Santa Maria in Via il 30 dicembre dello stesso anno. Partecipò al conclave del 1903 che elesse Papa Pio X.
Morì il 28 gennaio 1908, per via di una congestione polmonare dopo una breve malattia, a Parigi all'età di 88 anni. La sua salma venne esposta e poi sepolta nella cattedrale metropolitana di Notre-Dame. I suoi resti furono trasferiti nella cripta della Basilica del Sacro Cuore di Montmartre, a Parigi, il 3 luglio 1925.

## Genealogia episcopale e successione apostolica
La genealogia episcopale è:
- Cardinale Scipione Rebiba
- Cardinale Giulio Antonio Santori
- Cardinale Girolamo Bernerio, O.P.
- Arcivescovo Galeazzo Sanvitale
- Cardinale Ludovico Ludovisi
- Cardinale Luigi Caetani
- Cardinale Ulderico Carpegna
- Cardinale Paluzzo Paluzzi Altieri degli Albertoni
- Papa Benedetto XIII
- Papa Benedetto XIV
- Papa Clemente XIII
- Cardinale Marcantonio Colonna
- Cardinale Giacinto Sigismondo Gerdil, B.
- Cardinale Giulio Maria della Somaglia
- Cardinale Carlo Odescalchi, S.I.
- Vescovo Eugène de Mazenod, O.M.I.
- Cardinale Joseph Hippolyte Guibert, O.M.I.
- Cardinale François-Marie-Benjamin Richard

La successione apostolica è:
- Vescovo François-Marie Duboin, C.S.Sp. (1876)
- Vescovo Antoine-Marie-Hippolyte Carrie, C.S.Sp. (1886)
- Vescovo Jacques-Théodore Lamarche (1888)
- Vescovo François Lagrange (1890)
- Vescovo Eugène-Louis Kleiner, M.E.P. (1890)
- Arcivescovo Gustave Mutel, M.E.P. (1890)
- Arcivescovo Hilarion Joseph Montéty Pailhas, C.M. (1891)
- Arcivescovo François-Joseph-Edwin Bonnefoy (1893)
- Vescovo Jacques-Paul-Antonin Fabre (1893)
- Vescovo Henri Pelgé (1894)
- Arcivescovo Gaspard-Marie-Michel-André Latty (1894)
- Arcivescovo François Lesné, C.M. (1896)
- Vescovo Louis-Jules Baron (1896)
- Cardinale Pietro Gasparri (1898)
- Vescovo Marie-Prosper-Adolphe de Bonfils (1898)
- Vescovo Augustin Prosper Hacquard, M.Afr. (1898)
- Vescovo Edouard-Adolphe Cantel (1899)